# Zónázó vonat
A zónázó vonat vagy busz olyan járat, amely útvonalának egy adott szakaszán, az úgynevezett külső zónában minden állomáson megáll, a zónahatár elérése utáni belső zónában viszont már általában csak a végállomáson, illetve néhány viszonylat esetében nagyobb utasforgalmú állomásokon és megállóhelyeken, ahol hálózati csomópontként átszállási lehetőség kínálkozik a csatlakozó járatokra. A magyar vasútvonalakon többnyire a budapesti elővárosi vonatoknál jellemző, a távolsági viszonylatoknál a fővárost érintő sebesvonat és InterRégió vonatnemeken fordul elő a zónázó jellegű megállókiosztás.

## Zónázó vonatok Magyarországon
Magyarországon ilyen például a Szob–Vác–Budapest járat, amely Szob és Vác között Dömösi átkelés megállóhely kivételével minden állomáson és megállóhelyen cserél utasokat, Vác és Budapest-Nyugati pályaudvar között pedig egyáltalán nem áll meg (Z70 a 70-esen) vagy a 30a vonalon Székesfehérvár–Budapest-Déli járat, amely Érd alsóig minden állomáson és megállóhelyen megáll, utána viszont csak Budapest-Kelenföld állomáson áll meg, így gyakorlatilag Érd alsót is lehet zónahatárnak tekinteni (Z30). Ez utóbbi viszonylatnak hétköznap minden órában van Martonvásárról induló betétjárata is. Ezeken kívül ismert zónázó járat a hazai fővárosi elővárosi hálózaton az esztergomi vonal Z72-es járata, amely Piliscsabáig szintén mindenhol megáll (néhány járatnál is csak a magdolnavölgyi megállás marad ki), utána pedig csak Pilisvörösváron, Solymáron, Aquincumnál, Újpesten és Angyalföldön áll meg a Nyugati pályaudvarig. Hétvégén a zónahatár ezen a vonalon Pilisvörösvárra tolódik, mivel Szabadságliget és Klotildliget megállóhelyek is nagy forgalmat bonyolítanak (hétköznap ezen említett két megállóhelyen nem állnak meg a Z72-esek). A zónahatáron túl a vonat azért áll meg több helyen, mert Aquincumnál a H5-ös HÉV-re (szintén Aquincum megállóhely), Újpesten pedig az M3-as metróra (Újpest-városkapu állomás) való átszállási lehetőségeket biztosítja. Ugyanakkor Angyalföldön nem állnak meg hétvégén. A cegléd-szolnoki vonalon is közlekedik zónázó vonat (Z50), amely Ceglédtől Monorig mindenhol megáll, utána Ferihegyig sehol, majd a Nyugatiig ismét mindenhol (néhány munkanapi járat kiinduló és végállomása Szolnokon van). De a másik szolnok-budapesti vonalon, a nagykátain is közlekedik zónázó vonat (Z60), amely pedig Sülysápig áll meg mindenhol, majd Rákosig sehol, utána a végállomásig (Budapest-Keleti pályaudvar) megáll Rákos mellett Kőbánya felsőn is. 2021-2022 között Hatvanra is járt zónázó vonat munkanapi csúcsidőben (Z80), amely Gödöllőig nem állt meg, azt követően mindenhol. A 150-es vasútvonal felújítása miatt 2022. február 1-jétől április 29-ig napi 1 vonat Délegyháza felé a Z25-ös számot kapta. 2022 júniusától Dunaújvárosba és Dombóvárra is jár zónázó vonat, előbbi viszonylatjelzése Z42, utóbbié Z40.

## A zónázó rendszer előnyei
A zónázó rendszer azért előnyös, mert az adott zóna állomásairól induló utasok így jóval hamarabb elérik úticéljukat, mintha az alacsonyabb utasforgalmú megállóhelyeken is megállnának. A kisebb forgalmú állomásokat és megállóhelyeket – ahol a zónázó vonatok megállás nélkül áthaladnak – a zónázók üzemidejében személyvonatok szolgálják ki, amelyek csak a zónahatár állomásáig/állomásától közlekednek, és mindenhol megállnak.

## Zónázó vonatok listája
A következő táblázat tartalmazza a Magyarországon közlekedő zónázó vonatokat.
| Vonal   | Vonal | Útvonal                                                                               | Hossz (km) | Állomások | Üzemidő               | Követési idő/járatszám       | Követési idő/járatszám       | Követési idő/járatszám       |
| Vonal   | Vonal | Útvonal                                                                               | Hossz (km) | Állomások | Üzemidő               | csúcsidőben                  | csúcsidőn kívül              | hétvégén                     |
| ------- | ----- | ------------------------------------------------------------------------------------- | ---------- | --------- | --------------------- | ---------------------------- | ---------------------------- | ---------------------------- |
| 30a     | Z30   | Budapest-Déli – Kelenföld – Érd alsó – Martonvásár (– Gárdony – Székesfehérvár)       | 67         | 14        | egész héten           | 30 perc                      | 30 perc                      | 60 perc                      |
| 40a     | Z40   | Budapest-Déli – Kelenföld – Érd felső – Százhalombatta – Pusztaszabolcs – Dombóvár    | 164        | 25        | hétköznap és vasárnap | este egy vonat Dombóvár felé | este egy vonat Dombóvár felé | este egy vonat Dombóvár felé |
| 40a, 42 | Z42   | Budapest-Déli – Kelenföld – Érd felső – Százhalombatta – Pusztaszabolcs – Dunaújváros | 80         | 7-11      | hétköznap             | 60 perc                      | –                            | –                            |
| 100a    | Z50   | Budapest-Nyugati – Kőbánya-Kispest – Monor – Cegléd (– Szolnok)                       | 100        | 15        | egész héten           | 60 perc                      | 60 perc                      | 60 perc                      |
| 120a    | Z60   | Budapest-Keleti – Rákos – Sülysáp – Újszász – Szolnok                                 | 100        | 15        | egész héten           | 60 perc                      | 60 perc                      | 60 perc                      |
| 70      | Z70   | Budapest-Nyugati – Vác – Szob                                                         | 64         | 10        | egész héten           | 60 perc                      | 60 perc                      | 60 perc                      |
| 2       | Z72   | Budapest-Nyugati – Pilisvörösvár – Piliscsaba – Esztergom                             | 53         | 15        | egész héten           | 30 perc                      | 30 perc                      | 60 perc                      |

## Lásd még
- Budapest vasútállomásai
- Budapesti elővárosi vonatok
- Budapesti helyiérdekű vasút
- Körvasút